# スムーサー (変速機)
スムーサー(英: Smoother)は、いすゞ自動車の貨物自動車に採用されているトランスミッションの商標である。変速時の操作を省略して運転者の負担を軽減しながら、トラックに重要な経済性能（燃費）を向上させるのが目的である。
オートマチックトランスミッションと比べた場合のマニュアルトランスミッションの利点を持たせた機構で、いすゞでは「シフトマシーン」と称している。

## 概要
スムーサーは、マニュアルトランスミッション (MT) の長所とオートマチックトランスミッション (AT) の長所を両立させ、さらに整備や保守に必要なライフサイクルコストの低減を実現したトランスミッションである。運転者の変速操作を軽減できるのがオートマチックトランスミッションの長所であるが、従来から採用されていたトルクコンバータ式のオートマチックトランスミッションでは、トルクコンバータの構造上の特性として伝達ロスが生じるため、燃費や動力性能の点ではマニュアルトランスミッションのほうが有利であり、同時にオートマチックトランスミッションで広く採用されているプラネタリーギアの組み合わせは、大きなトルクを伝達する際には変速時のトルク変動（変速ショック）が大きい。
スムーサーは通常のマニュアルトランスミッションに、フルードカップリングと油圧アクチュエータで動作する摩擦クラッチを組み合わせ、シフト操作やアクセル操作に応じてクラッチ操作を自動的に制御するものである。シフト操作は手動で行うが、運転装置にクラッチペダルがなく、オートマチック限定免許での運転が可能である。変速時には湿式多板クラッチによって動力を断切し、発進以外のほとんどの走行状態ではフルードカップリングの伝達ロスを防ぐロックアップクラッチが動力伝達を行うため、マニュアルトランスミッションを搭載した車両と同等の加減速性能や燃費が得られ、エンジンブレーキや排気ブレーキもマニュアルトランスミッション車と同等の性能が得られる。0 - 20km/hまでの低速走行中はフルードカップリングで動力伝達が行われ、ギアが入った状態ではオートマチックトランスミッション搭載車と同様にクリープ現象が発生し、坂道発進や数センチ単位のプラットホーム付け、縦列駐車などのように微速走行を行う場面でも、アクセルとブレーキ操作のみで運転が可能である。発進時はフルードカップリングが滑らかにトルクを伝達し、マニュアルトランスミッションのように半クラッチを利用してクラッチプレートを滑らせながら接続する必要がないため、摩耗したクラッチプレートを交換するための保守費用がかからない。
エンジンの回転数制御にドライブ・バイ・ワイヤを用い、変速機との連携制御を行っている。シフトレバーがニュートラルでなければ始動できないようになっている。インストゥルメントパネルに、MT車における半クラッチ状態を調整するためのスイッチが設けられ、運転者の好みや状況に応じて調整できる。スムーサー機構が故障した際に（緊急用途に）使用する、強制的に前進1速または後退ギアで走行するスイッチを持つ。
後にはクルーズコントロールや地図情報と統合され、より細かなシフトチェンジを行うようになっている。

## スムーサーE
エルフに搭載されているスムーサーのシリーズ名である。エルフのOEM供給先である日産・アトラス、日産ディーゼル（UDトラックス）・コンドル、ならびにマツダ・タイタンにも搭載されている。シリーズには機能の拡張により「スムーサーE(英: Smoother-E)」、「スムーサーE　オートシフト(英: Smoother-E Autoshift)」、「スムーサーEx(英: Smoother-Ex)」といった派生製品がある。
スムーサーE
後述の派生製品とは異なり運転者によるシフト操作が必要で、シフトレバーの操作パターンはH形である。
スムーサーE オートシフト
変速操作も自動で行うことが可能な機能を加えた派生製品で、シフトレバーの操作パターンはニュートラルから右へ操作すると前進のDレンジで、左前方へ矩形に操作すると後退するRレンジとなっている。手動で変速する場合は、Dレンジから前方に押すとシフトアップ、後方に引くとシフトダウンである。手動変速モードから自動変速モードへ戻す際は、Dレンジからさらに右に操作する。トルクコンバーター式オートマチックトランスミッションにみられるPレンジはなく、エンジンを停止する際にDレンジに入れておくと2速ギアが噛み合い、Rレンジに入れておくと後退ギアが噛み合う。
シフトレバー右側には「ECONO」スイッチ（省燃費モード切替スイッチ）と「1st START」スイッチ（1速発進スイッチ）がある。
スムーサーEx
スムーサーE オートシフトをベースに、シフトパターンやメカニズムの変更、軽量化を行った改良型である。機能はスムーサーEに準ずるが、2013年3月の一部変更で、2輪駆動のスムーサーEx搭載車ではセレクトレバー形状がゲート式に変更されてPレンジが新設されるとともに、Pレンジ投入時のみエンジンが始動できるように変更された。
2006年12月に発表された6代目エルフから採用された。なお、7代目エルフはスムーサーではなくISIMと称するデュアルクラッチトランスミッションが採用された。

## スムーサーF
フォワードに搭載されているスムーサーのシリーズ名である。スムーサーEシリーズよりも早い2002年から採用された。フルードカップリングと摩擦クラッチの容量がスムーサーEよりも大きい点が異なるが、機構や機能は同一である。また、同様に「スムーサーF(英: Smoother-F)」、「スムーサーF　オートシフト(英: Smoother-F Autoshift)」、「スムーサーFx(英: Smoother-Fx)」といった派生製品があり、機能や機構はスムーサーEシリーズと同様である。
スムーサーF
4代目フォワードに2002年の一部改良で採用された。
スムーサーF オートシフト
エルフにスムーサーE・オートシフトがオプション設定された同時期の2005年5月から4代目フォワードにオプション設定された。
スムーサーFx
2007年5月に登場した5代目フォワード（及びOEM供給先のUDトラックス5代目コンドル）に設定された。

## スムーサーG
ギガに採用されているスムーサーで、トランスミッションへの負荷がエルフやフォワードよりも大きく、これらとは異なる構造を採用している。エルフやフォワードでは摩擦クラッチに湿式多板クラッチを採用したが、ギガでは乾式クラッチを採用し、車型により単板と複板の2種がある。トランスミッションの機構は、12段の変速段数のうち使用頻度が高いメインギアのシンクロメッシュ機構を廃し、メインギアの同期にはカウンターシャフトブレーキを採用している。通常の走行ではクラッチ操作が不要であるが、荷役時の位置合わせ（プラットホーム付け）など微速走行の際に用いるクラッチペダルを備えている。
スムーサーG
2003年のマイナーチェンジから採用された。
スムーサーGx
2015年10月発売の2代目ギガに設定されている。クルーズコントロールと統合されている。

## デュアルモードMT
いすゞ自動車はスムーサーシリーズを製品化する以前に、クラッチ操作による運転者への負担を軽減するという同様のコンセプトを持った製品としてデュアルモードMTを開発し、1998年式エルフの一部車型から採用を始め、改良したものを2000年式エルフから標準装備としたことがあった。
通常のMT車と同様クラッチペダルを持ち、H形シフトパターンを採用した変速機構である。 動力の断続機構には、通常のMTと同様の乾式単板クラッチ+ダイアフラムクラッチカバーを用いている。
インストゥルメントパネルに「クラッチフリーモード」の選択スイッチがあり、それをONにすることで、クラッチペダルを操作しなくとも通常のマニュアル変速操作が可能となる。「クラッチフリーモード」でギアを選択する際、シフトレバーを操作するとレバーの基部に備わるセンサがレバーのわずかな動きを感知し、自動的にクラッチを切るシステムである。
クラッチフリースイッチがOFFの状態では、通常のMTと同様のクラッチ操作を必要とする変速操作となり、プラットホーム着けなど、微妙な位置合わせも可能である。
他の注意点としては、
- クラッチペダルを有する車両であることから、日本国内の公道においてオートマチック限定免許により運転することはできない。
- クラッチフリーモードの際、うかつにシフトレバーに触ると意図しない状態でクラッチが切れることがあり、注意を要する。
- クラッチフリーモードの際、半クラッチ時間はスムーサーのそれと同様調整が可能であるが、坂道発進補助装置（いすゞ内での呼称はHSAことヒル・スタート・エイド）に関する時間調整とリンクしている。
- クラッチフリーモードの際、車両が停止状態でセレクトレバーを3速より高いギアポジションに入れると警告音を発する。
- クラッチフリーモードの際、誤ってクラッチペダルに足を乗せた場合にも警告音を発する。

などがある。